# Europese burgeroorlog

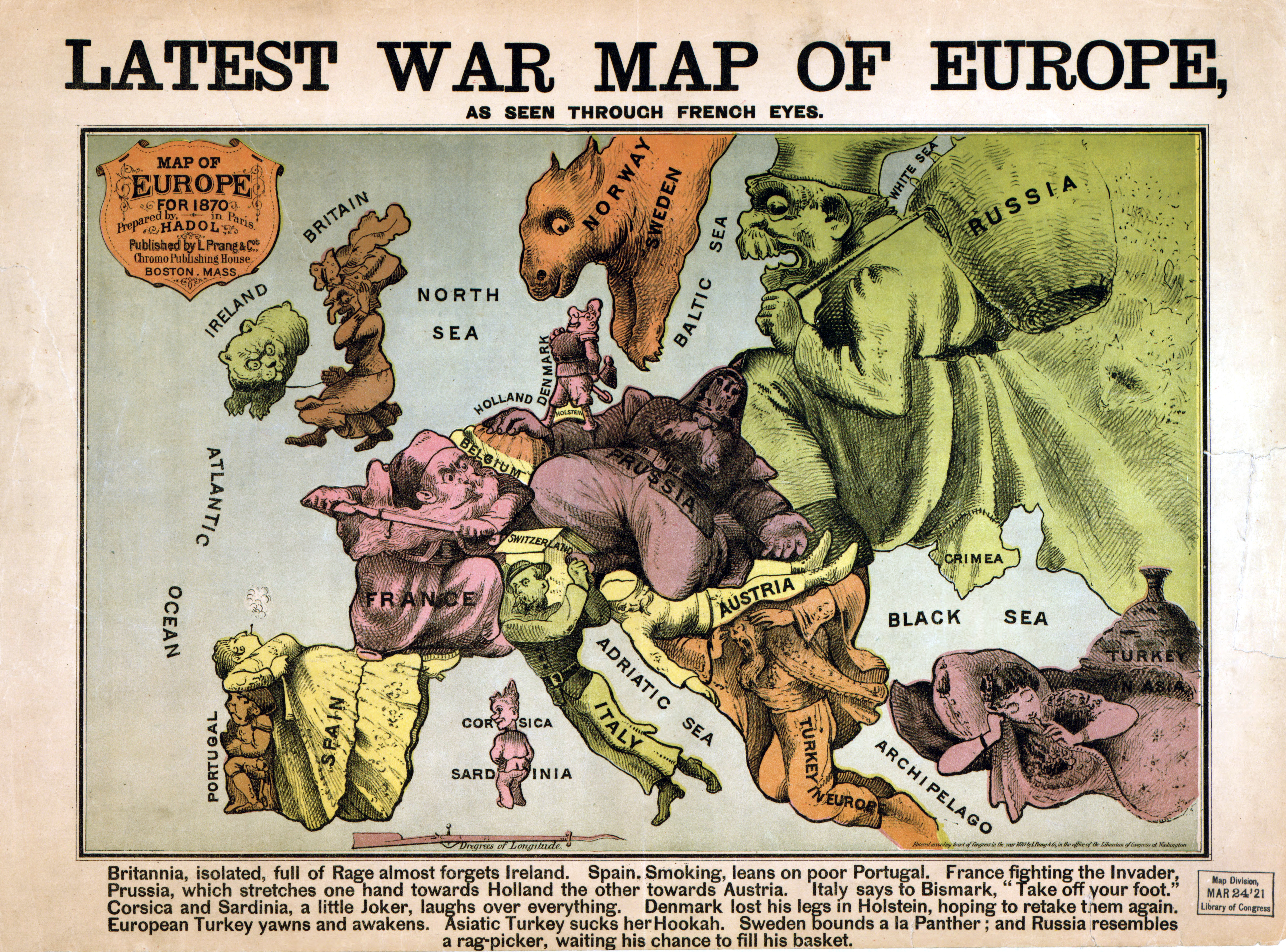
Satirische (Franse) cartoon van 1870

De Europese Burgeroorlog is een gewaagde maar belangwekkende visie die de hoofdlijnen van de Europese geschiedenis van de 20e eeuw niet zozeer beschrijft als twee aparte wereldoorlogen, maar eerder als een tientallen jaren durende Europese burgeroorlog.
Het begrip is wellicht voor het eerst gebruikt door de Duitse historicus Ernst Nolte, in zijn boek Der europäische Bürgerkrieg 1917-1945 uit 1986.

## De ideologische burgeroorlog
De Eerste Wereldoorlog begon als een klassieke oorlog tussen grootmachten maar ging volgens Nolte over in een burgeroorlog toen Lenin in Rusland de macht greep. De daardoor veroorzaakte spanning, met name de oproep voor een wereldrevolutie, lokte een reactie uit die onder andere leidde tot “contra-bewegingen” die aan de macht kwamen in Italië, Spanje en Duitsland. De Russische Burgeroorlog, de Spaanse Burgeroorlog, de spanningen in Italië en Duitsland en eigenlijk overal in Europa waren slechts uitingen en opflakkeringen van die ene burgeroorlog tussen Europees links en Europees rechts. Eén en ander kan vergeleken worden met de godsdienstoorlogen tussen “katholieken” en “protestanten” die in de 16e en 17e eeuw overal in Europa oplaaiden. Na het aan de macht komen van Hitler liep de nieuwe ideologische strijd in Europa uit op een allesvernietigende brand in de jaren 1939-1945.
Sommigen voegen aan deze episode ook nog de Koude Oorlog toe, beschouwd als een soort langdurige nabrand, eerst nog met de Griekse Burgeroorlog en vervolgens vooral met opflakkeringen in de Europese invloedssferen buiten Europa: de Koreaanse Oorlog, de Cubacrisis, de Vietnamoorlog, de Angolese burgeroorlog, de Afghaanse Oorlog (1979-1989), enz. In deze hypothese zou de Europese burgeroorlog niet geëindigd zijn in 1945 maar pas in 1991, bij het opheffen van de Sovjet-Unie. De Europese burgeroorlog zou dan precies samenvallen met het bestaan van die Sovjet-Unie. Men zou kunnen spreken van een nieuwe Tachtigjarige Oorlog.

## De etnische burgeroorlog
Een andere visie, eveneens uitgedragen door de historicus Ernst Nolte, stelt dat met de Eerste Wereldoorlog het einde van het westerse imperialisme werd ingezet. Meestal wordt daarbij gedacht aan kolonialisme, maar evengoed slaat het op het proces dat in Europa ertoe leidde dat door monarchen autoritair geregeerde staten naties (in de betekenis van volkeren en hun woongebied) ingenomen werden en daarbij hun autonomie verloren. Met de Vrede van Versailles en navolgende verdragen die onder andere geïnspireerd waren op de Veertien Punten van de Amerikaanse president Woodrow Wilson werd de situatie enigszins rechtgezet. De blijvende onevenwichtigheden leidden tot etnische spanningen en extreem nationalisme (zowel staats- als volksnationalisme).
In deze visie zou de burgeroorlog nog steeds voortduren en weer opgeflakkerd zijn nadat het totalitarisme van het door de Sovjet-Unie gedomineerde communistische Oostblok in 1989 plaats maakte voor onevenwichtige Midden- en Oost-Europese staten die geen natiestaten bleken te zijn. Getuige ook de oorlogen in voormalig Joegoslavië en de etnische zuiveringen die er plaatsvonden.
Toch valt tegen te werpen dat het proces van opkomen voor het collectief zelfbeschikkingsrecht van naties al tijdens de liberale revoluties van de 19e eeuw tot uiting kwam, en het zich verzetten tegen autoritaire regimes al teruggrijpt naar het ontstaan van de Republiek der Zeven Verenigde Nederlanden in 1581 en zelfs eerder naar de Magna Carta uit 1215.

### Holocaust
Duister wordt deze theorie wanneer Nolte vervolgens poneert dat de Holocaust veroorzaakt zou zijn door de houding van het Joods Wereldcongres (opgericht in 1936) tegenover nazi-Duitsland. De genocide op zich zou een reactie zijn op de goelags in de Sovjet-Unie, waar communisten de "klassenvijanden" zichzelf de dood in lieten werken.
Nolte stelt dat de oproep tot een boycot van Duitse waren, gedaan in de Britse krant Daily Express van 24 maart 1933 en een reactie op het uitroepen van een Berufsverbot voor Joden voor bepaalde openbare functies en overheidsbanen, ervaren werd als een anti-Duitse oorlogsverklaring. Toen in september 1939 Chaim Weizmann, voorzitter van het Joods Wereldcongres, een loyaliteitsverklaring aflegde tegenover de Britten, aangaande hun oorlogsverklaring tegen nazi-Duitsland na de inval in Polen, zou dat een bevestiging zijn van die these. De reactie daarop om de Joden tot vijanden van het Duitse volk te verklaren en uit te roeien zou daarom een logisch gevolg zijn geweest op die bedreigingen.
Nolte lokte met zijn stelling van een Europese burgeroorlog een hevige Historikerstreit uit met collega’s die vasthielden aan de uniciteit van de Tweede Wereldoorlog en de Holocaust. Hij werd beschreven als een apologeet van het nazisme. Zijn theorie, die de gewelddaden van beide kampen op dezelfde lijn plaatst, kan vergoelijkend zijn voor het nazisme, als ze uitgelegd wordt in de zin van “de anderen zijn begonnen (en zijn dus de schuld van alles)”. Zijn band met het polemische “nieuw-rechtse” blad Junge Freiheit draagt daar enigszins toe bij.
Nolte's visie ontkent het völkisch karakter van de nationaalsocialisten, het al eeuwen voortlevende antisemitisme in Midden- en Oost-Europese samenlevingen en het in Mein Kampf (1925-1927) neergelegde pad naar de verdrijving, zo niet vernietiging van de Duitse Joden. Daarmee is de visie revisionistisch te noemen.

### Islamitische inwijking als nieuwe reden
Het begrip Europese burgeroorlog dreigt ook een geheel nieuwe betekenis te krijgen na de terroristische aanslagen in Madrid (2004), Londen (2005), Londen (2005) en Parijs (2015). Het zou dan gaan om een gewelddadig conflict tussen de autochtone Europese bevolking en islamitische allochtonen. Dyab Abou Jahjah, de leider van de Arabisch-Europese Liga vreest voor een "etnische burgeroorlog over tien, vijftien jaar".

## Betekenisgeving
Ook anderen zijn de theorie van een enorme burgeroorlog niet ongenegen precies omdat zij het gelijk meestal niet aan één kant plaatst. Weet iemand nog of de katholieken of de protestanten schuld hadden aan de godsdienstoorlogen, laat staan de idee van de godsdienst zelf? Meestal zijn het de extreme elementen aan beide kampen die op geweld aansturen en die in het geweld van de tegenstander een rechtvaardiging zien voor nog meer tegengeweld.
Vraag blijft dan voor de historici waarom de Europese burgeroorlog dan toch zoveel gruwelijker verlopen is dan, bijvoorbeeld de Amerikaanse Burgeroorlog. Ligt het antwoord misschien toch besloten in de manier waarop de Europese tenoren van de 20e eeuw hun politieke agitatie gepland hebben, zowel Lenin in Wat te doen? als Hitler in Mijn strijd? De onverzoenlijkheid in beide geschriften, tegenover de "vijand" maar ook tegenover de "revisionisten" in eigen rangen, spreekt boekdelen.

## Voetnoten
1. ↑  (de) artikel van Ernst Nolte in de
Frankfurter Allgemeine Zeitung, 6 juni 1986]
2. ↑  Interview met Dyab Abou Jahjah in Humo, 12 juli 2005